# Tu'u'u Ieti Taulealo
Tu'u'u Ieti Taulealo är en samoansk civilingenjör som för närvarande sitter i styrelsen för Amerikanska Samoas public service. Han var ordförande för styrelsen under den strejk som 1981 bidrog till att Tupua Tamasese Tupuola Tufuga Efis regering föll i kommande val.